# Rhamphichthyidae

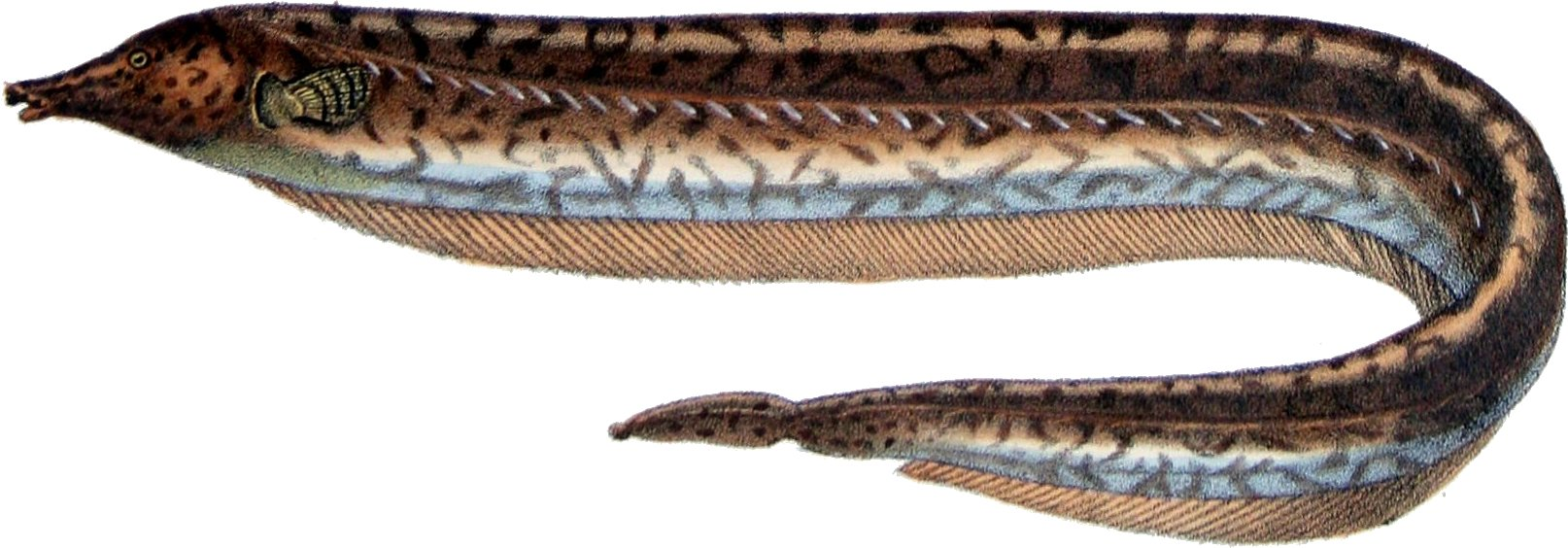
Rhamphichthys marmoratus

Rhamphichthyidae è una famiglia di pesci ossei d'acqua dolce appartenente all'ordine Gymnotiformes.

## Distribuzione e habitat
I Rhamphichthyidae sono endemici delle acque dolci della parte tropicale dell'America meridionale.

## Descrizione
Questi pesci hanno corpo molto allungato e compresso ai lati. La pinna dorsale, la pinna caudale e le pinne ventrali sono assenti. La pinna anale è invece lunghissima e va dall'inserzione delle pinne pettorali fino all'estremità caudale del corpo. Il muso è allungato e tubulare, solo la mascella superiore è dotata di denti. Sono presenti organi elettrici.
Sono pesci di taglia medio piccola. Rhamphichthys rostratus è la specie più grande e raggiunge la lunghezza di un metro.

## Biologia
Hanno abitudini notturne, durante il giorno stanno infossati nella sabbia.

## Specie
- Genere Gymnorhamphichthys
  - Gymnorhamphichthys bogardusi
  - Gymnorhamphichthys britskii
  - Gymnorhamphichthys hypostomus
  - Gymnorhamphichthys petiti
  - Gymnorhamphichthys rondoni
  - Gymnorhamphichthys rosamariae
- Genere Iracema
  - Iracema caiana
- Genere Rhamphichthys
  - Rhamphichthys apurensis
  - Rhamphichthys atlanticus
  - Rhamphichthys drepanium
  - Rhamphichthys hahni
  - Rhamphichthys lineatus
  - Rhamphichthys longior
  - Rhamphichthys marmoratus
  - Rhamphichthys pantherinus
  - Rhamphichthys rostratus[2]